# Gadschi Magomedowitsch Umarow
Gadschi Magomedowitsch Umarow (russisch Гаджи Магомедович Умаров; * 6. Mai 1985 in Buinaksk, Dagestanische ASSR) ist ein russischer Taekwondoin. Er startet in der Gewichtsklasse bis 87 Kilogramm.
Umarow nahm bereits im Jahr 2002 an Weltcupveranstaltungen teil, er konnte sich aber in den folgenden Jahren innerhalb der russischen Mannschaft nicht für internationale Titelkämpfe qualifizieren. Erst im Juli 2011 konnte Umarow seinen ersten großen Erfolg verbuchen. Beim internationalen Olympiaqualifikationsturnier in Baku erreichte er in der Gewichtsklasse über 80 Kilogramm das Finale und qualifizierte sich für die Olympischen Spiele in London. Im folgenden Jahr bestritt er in Manchester seine erste Europameisterschaft, wo er ins Viertelfinale einzog, dort aber gegen Ali Sari ausschied.